# Hotel Gómez
El Hotel Gómez es un inmueble histórico del Municipio de Celaya, Guanajuato, ubicado en una esquina privilegiada frente al Palacio Municipal de Celaya y junto a los portales más antiguos de la ciudad. Fue construido entre 1904 y 1906 por el ingeniero-arquitecto Ernesto Brunel sobre el solar que ocupó la casa del general Luis Cortázar, e inaugurado el 31 de octubre de 1906 por José María Gómez. Está catalogado por el Instituto Nacional de Antropología e Historia (INAH) como parte del patrimonio arquitectónico del Centro Histórico de Celaya. Considerado durante décadas como uno de los hoteles mejor equipados de la región, ha sido escenario de eventos sociales y políticos relevantes, y hospedó a personalidades como el general Álvaro Obregón.

## Historia
El edificio se inauguró con 50 habitaciones equipadas con teléfono, agua corriente, baños de agua termal, restaurante para 200 comensales, salón de billares, cantina y un anexo de bonetería. Contaba con tranvía en la puerta y servicio telefónico de larga distancia, siendo uno de los primeros inmuebles de la ciudad en disponer de este servicio.
En sus primeros años fue sede de importantes celebraciones, como un banquete al gobernador Joaquín Obregón González en diciembre de 1906, y fue punto de reunión de la vida social local, albergando los denominados “Domingos Sociales”.
En 1928 se instalaron aparatos telefónicos Ericsson de larga distancia. El 7 de septiembre de 1935 se reinauguró con elevador, mobiliario moderno y un restaurante de cocina española. En 1960 abrió el restaurante La Espiga, y en 1965 se instaló un nuevo elevador.
Durante décadas fue también un punto de referencia para agentes viajeros y visitantes de negocios, con tarifas competitivas y servicios orientados a la actividad comercial e industrial de la ciudad.

## Arquitectura
La fachada es de cantera labrada con balcones de hierro forjado, siguiendo el estilo afrancesado característico del Porfiriato. Originalmente contó con mansarda, retirada en 1935 para añadir un piso más. Su interior conserva el vestíbulo de doble altura y el patio central alrededor del cual se distribuyen las habitaciones.

## Importancia histórica
El Hotel Gómez ha sido citado en investigaciones académicas y documentos oficiales por su ubicación estratégica y relevancia como centro social, comercial y de hospedaje en Celaya desde inicios del siglo XX. Fue de los primeros inmuebles de la ciudad con servicio telefónico de larga distancia y forma parte del inventario patrimonial del INAH.

## Legado
Como parte del centro histórico, el Hotel Gómez es un símbolo del desarrollo urbano y arquitectónico de Celaya en la transición del siglo XIX al XX. Su trayectoria, reflejada en fuentes académicas y crónicas oficiales, lo consolida como un referente del patrimonio edificado de la ciudad.

## Galería histórica

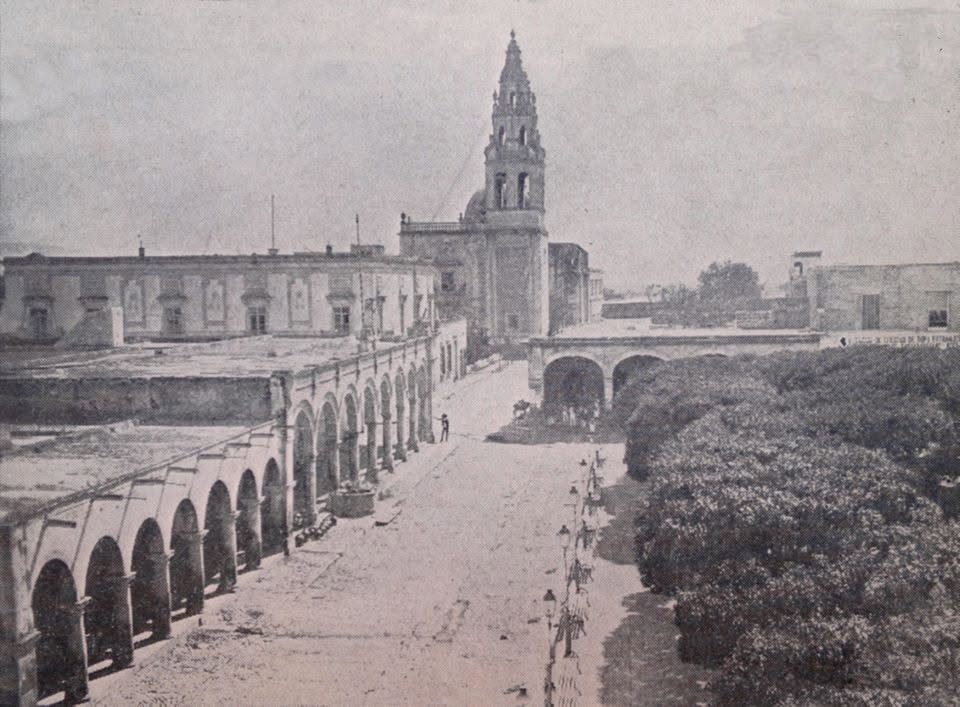
Fotografía histórica de Celaya, Guanajuato, ca. 1904.
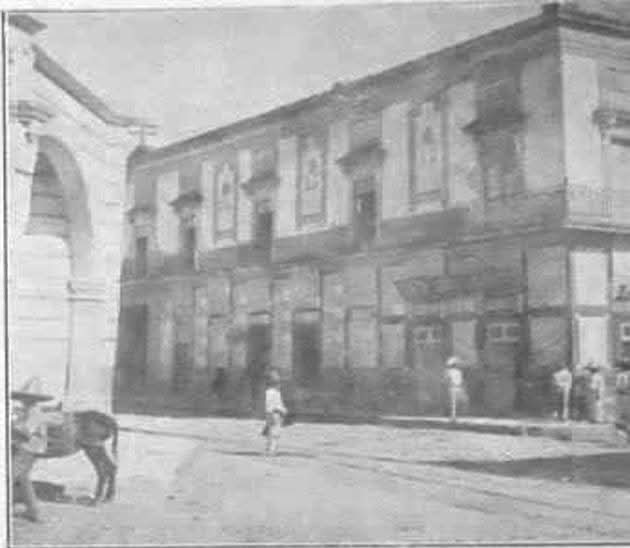
Inmueble antes de 1900, previo a su reconstrucción (1904-1906) por Ernesto Brunel.
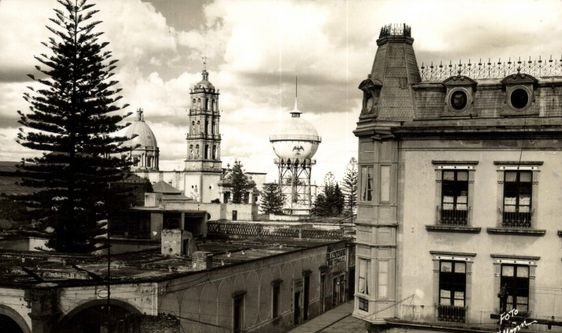
Vista del Hotel Gómez con la bola del agua al fondo.
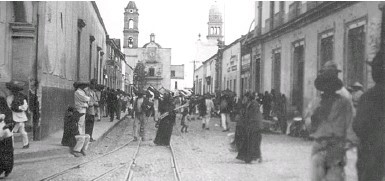
Calle Morelos esquina Allende; a la izquierda, el Hotel Gómez.
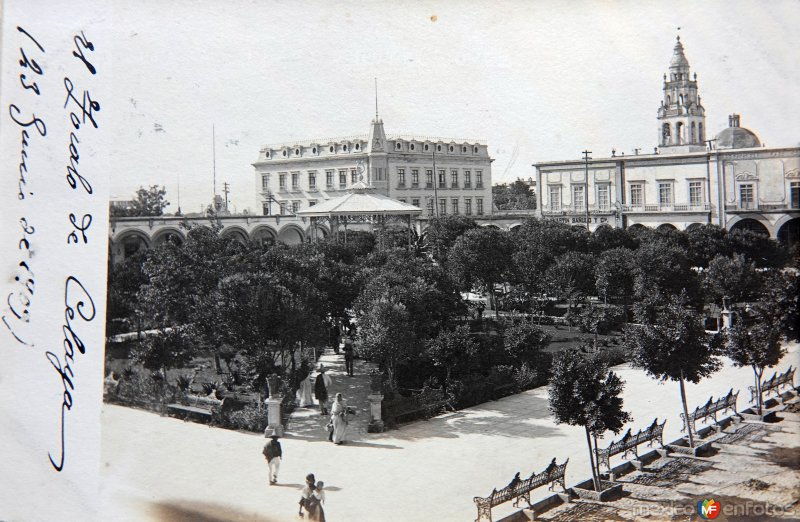
Vista desde el Jardín Principal hacia el hotel.
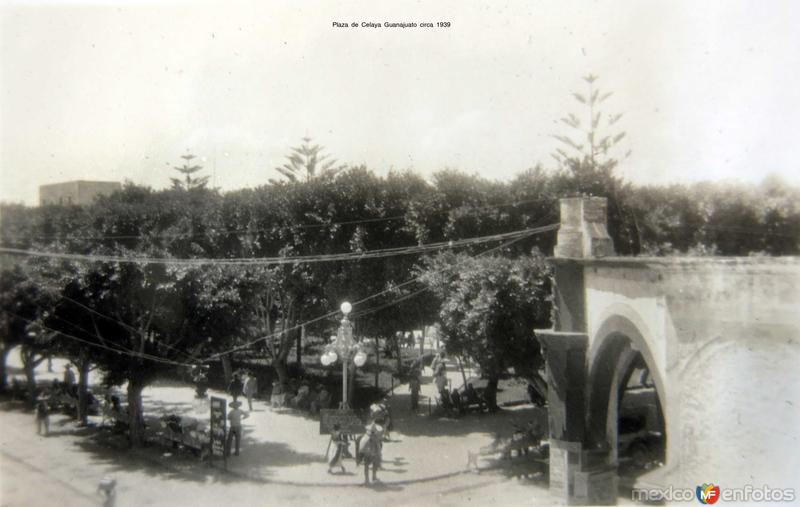
Vista desde una habitación hacia la presidencia municipal.